# Valdaracete
Valdaracete es un municipio y localidad española de la Comunidad de Madrid. El término municipal, ubicado en las comarcas de Las Vegas y la Alcarria de Chinchón, tiene una población de 645 habitantes (INE 2024).

## Geografía
El término municipal tiene una superficie de 64,31 km².

## Historia
A mediados del siglo XIX, la villa tenía contabilizada una población de 1698 habitantes. Aparece descrita en el decimoquinto volumen del Diccionario geográfico-estadístico-histórico de España y sus posesiones de Ultramar de Pascual Madoz de la siguiente manera:

VALDARACETE: v. con ayunt. en la prov. y aud. terr. de Madrid (8 leg.), part. jud. de Chinchon (3), c. g. de Castilla la Nueva, dióc. de Toledo (13): sit. en la falda de un cerro llamado el Sordillo, y entre otros varios bastante elevados que le dominan; está combatida por los vientos N. y E., y su clima es templado; padeciéndose por lo comun gastro entéritis. tiene 280 casas de inferior construccion en su mayor parte, y 43 cuevas, aquellas distribuidas en 11 calles empedradas y anchas, y 2 plazas llamadas de la Constitucion y del Mercado; casa de ayunt. en estado ruinoso; cárcel, escuela de primeras letras, á la que concurren 20 niños, dotada con 1,825 rs.; otra particular de niñas, á la que asisten 10; al estremo N. del pueblo y punto mas elevado de él, la igl. parr. (San Juan Bautista) con curato de segundo ascenso y de provision ordinaria, y en los afueras una ermita dedicada á Ntra. Sra. del Rosario, y 2 huertas propias del señor duque del Infantado. Se surten los vec. de aguas para sus usos y el de los ganados, de un pozo llamado Viejo, que las tiene delgadas y abundantes; otro titulado de los Caños, que son mas gruesas, y de una fuente de agua salobre, con pilar para beber las caballerias; hay ademas una laguna, en la cual lavan las mujeres. Confina el térm. al N. Carabaña; E. Brea; S. Fuentidueña, y O. Perales; se estiende 1 1/2 leg. de N. á S., igual dist de E. á O., y comprende un desp. titulado Fuensauco: un monte de roble, que pertenece a los propios, de 300 fan. de cabida; muchas canteras de yeso, algun viñedo y diferentes olivares. El terreno es de secano, á escepcion de unas 24 á 30 fan., que se riegan con las aguas de la citada laguna. caminos: de herradura, que dirigen á los pueblos limítrofes: el correo se recibe en Villarejo de Salvanés por balíjero. prod.: trigo bueno y tranquillon, cedada, mucha avena, vino, aceite y zumaque, mantiene ganado lanar, y cria alguna caza menor. ind.: esparteria y 3 molinos de aceite. El comercio está reducido á 2 tiendas de comestibles, otras 2 de lienzos y telas, esportacion de zumaque y peludos ó ruedos, é importacion de algo de trigo. pobl.: 351 vec., 1,698 alm. cap. prod.: 2.384,993 rs. imp.: 141,972. contr.: 9'65 por 100. presupuesto municipal: asciende á 12,000 rs., que se cubren con 3,000, producto del arriendo de dos hornos de pan cocer, y parte de un molino aceitero, y por reparto vecinal.
(Madoz, 1849, p. 265)

## Demografía
Cuenta con una población de 645 habitantes (INE 2024).
| Gráfica de evolución demográfica de Valdaracete entre 1842 y 2021                                                     |
| |
| Población de derecho según los censos de población del INE. Población de hecho según los censos de población del INE. |

## Transporte público
Al municipio sólo llegan dos líneas de autobús, una de ellas enlaza con Madrid, en la céntrica Ronda de Atocha y con algunos pueblos de la provincia de Cuenca. Estas líneas son:
| Línea | Recorrido                                              |
| ----- | ------------------------------------------------------ |
| 350A  | Arganda del Rey (Hospital) – Estremera                 |
| 351   | Madrid (Ronda de Atocha) – Estremera - Barajas de Melo |

## Educación
En Valdaracete hay una guardería (pública) y un colegio público de educación infantil y primaria.

## Patrimonio
En la localidad hay una iglesia bajo la advocación de San Juan Bautista. Está atribuida a Juan de Herrera, arquitecto del Monasterio de El Escorial. El Gobierno de la Comunidad de Madrid recuperará la iglesia de San Juan Bautista de Valdaracete para frenar su deterioro
La iglesia fue construida entre los años 1593 a 1607, a finales del Renacimiento, y dentro del citado estilo herreriano, bajo el patronato del Duque del Infantado, señor de la zona. La planta del templo es de cruz latina, con torre y campanario, este último con chapitel incorporado después del terremoto de Lisboa de 1755. Las fachadas del templo son de mampostería con refuerzos de sillares en las esquinas, zócalos, dinteles y molduras. Adosadas a cuerpo de la iglesia están la sacristía, en su parte delantera y la capilla de San José, aprovechando el espacio ocupado por un antiguo voladizo a la entrada del Templo.
El interior de la iglesia es de una sola nave, donde destaca el crucero. A los pies hay un coro elevado sobre tres arcos de piedra, siendo el central rebajado. En la entrada, anexa a la entrada del campanario se conserva una antigua pila bautismal, posible supervivencia de un templo anterior, de la época de la Orden de Santiago, de la que este pueblo formaba frontera con las tierras de Alcalá (Carabaña y Tielmes) y la Orden de Calatrava (Brea de Tajo).

## Fiestas
Sus fiestas patronales se celebran en mayo por la patrona del pueblo la Virgen de la Pera, y en septiembre por su patrón el Cristo del Ecce Homo cuya imagen está ubicada dentro del templo.

## Personas notables
- Esteban de Valdaracete